# 허니케이골드
허니케이골드는 대한민국의 가수다. 2017년 싱글 《On This Way》로 데뷔했다.

## 방송
- 쇼미더머니 8 (2019) - Top87
- 랩컵 (2024) - Top16(16위)

## 음반
- On This Way (2017)
- Lighter (2017)
- CHARCOAL : (2018)
- APOLOGY (2020)
- The End of Story (2020)